# Seabear
Seabear — исландский секстет, исполняющий инди-фолк. Группа была сформирована в Рейкьявике, Исландия. Несмотря на то, что родной язык участников группы — исландский, все песни группы исполняются на английском языке. Seabear записывают музыку под лейблом Morr Music.
Seabear начинался как личный проект Синдри Мар Сигфуссона в 2003 году. Некоторое время, вплоть до 2005 года, группа выступала в статусе трио, и только в 2006 году септет был окончательно сформирован. Остальные участники группы Seabear это — Халлдор (Дори) Рагнарссон, Орн Инги, Солей Стефансдоттир, Кьяртан Браи Бьярнасон, Гуфбьерг Хлин и Ингибьерг Биргисдоттир. В 2008 году Ингибьерг перестала участвовать в «живых» выступлениях группы, экономя время для занятий своим собственным творчеством.
В 2007 году Seabear выпустили свой дебютный альбом The Ghost That Carried Us Away (Призрак, унёсший нас прочь) под лейблом Morr Music. Их следующая пластинка, We Build a Fire (Мы заставляем огонь гореть), вышла в марте 2010. В данный момент (на июль 2011 года) группа работает над своим третьим альбомом.
Самой популярной песней Seabear можно считать «I Sing I Swim» — музыкальное видео на эту песню было просмотрено более миллиона раз на сайте YouTube.
Музыкальный журнал Clash охарактеризовал музыку группы как «Суфьян Стивенс, встретившийся с Arcade Fire». А журнал Rolling Stone назвал Синдри Мар Сигфуссона «Приветом из Исландии».
Все члены Seabear участвуют и в других музыкальных/культурных проектах. В 2008 Синдри выпустил альбом Clangour («Лязг») под псевдонимом Sin Fang Bous. Затем он сократил свой псевдоним до Sin Fang и в 2010 записал свою вторую сольную пластинку Summer Echoes («Эхо лета»). Sóley (Солей) работает над своим сольным альбомом, который так же вышел под лейблом Morr Music. Кьяртан выступает с группой Kimono, которая уже успела выпустить 3 альбома под лейблом Smekkleysa Records, созданным The Sugarcubes. Дори так же является бывшей участницей Kimono, она выступала с их коллективом в 2001—2007 годах. Так же она играет в Mr.Silla, которая включает в себя музыкантов из таких коллективов, как Múm и Amiina. Ори играет в группе Skakkamanage.
Инга, Дор и Синдри так же занимаются творчеством и устраивают как совместные, так и сольные выставки-выступления в Исландии и за рубежом.
Seabear устраивали туры по Европе и Америке в течение многих лет, а также были участниками бесчисленных музыкальных фестивалей.
Название группы «Seabear» происходит от латинского названия полярного медведя.

## Дискография
- I’m Me on Sundays
- Singing Arc EP
- The Ghost That Carried Us Away — 2007
- Lion Face Boy / Cold Summer 7" — 2009
- We Built a Fire — 2010
- While the Fire Dies EP — 2010